# Freixo (Marco de Canaveses)
Freixo is een plaats (freguesia) in de Portugese gemeente Marco de Canaveses en telt 850 inwoners (2006).